# Alatiliparis lepanthes
Alatiliparis lepanthes là một loài thực vật có hoa trong họ Lan. Loài này được (Schltr.) Szlach. & Marg. mô tả khoa học đầu tiên năm 2001.